# Rafał Szukała
Rafał Marek Szukała (ur. 9 kwietnia 1971 w Poznaniu) – pływak, wicemistrz olimpijski (1992), pierwszy Polak, który został mistrzem świata na basenie 50-metrowym (1994), dwukrotny mistrz Europy (1989, 1993), trzykrotny olimpijczyk (1988, 1992, 1996), specjalista stylu motylkowego.

## Kariera sportowa
Był zawodnikiem Warty Poznań (1979–1994) i Olimpii Poznań (1994–1996), w 1988 przebywał na stażu w Mission Viejo Nadadores, od 1990 był zawodnikiem University of Iowa, gdzie ukończył także w 1997 studia psychologiczne i informatyczne. Jego trenerami byli: w Polsce Leszek Szymkowiak i Czesław Szulc, a w USA - Terry Stoddard, Richard Draper i Brad Flood.

### Igrzyska olimpijskie
Trzykrotnie startował na Igrzyskach Olimpijskich. Na Igrzyskach Olimpijskich w Seulu (1988) wystartował w dwóch konkurencjach. Na 100 m stylem motylkowym zakwalifikował się z czasem 54,83 do finału B, w którym zajął 5. miejsce z czasem 54,80. Oba te czasy były kolejno nowymi rekordami Polski. Na 200 m stylem motylkowym odpadł w eliminacjach z czasem 2:01,91 (17 wynik).
Na Igrzyskach Olimpijskich w Barcelonie (1992) startował w dwóch konkurencjach. Na 100 stylem motylkowym zakwalifikował się do finału z drugim czasem (53,60), a w finale zdobył srebrny medal z czasem 53,35. Oba te czasy były kolejno nowymi rekordami Polski. Na 200 m stylem motylkowym zakwalifikował się do finału z szóstym czasem (1:59,51), w finale zajął czwarte miejsce z czasem 1:58,89. Oba uzyskane czasy były kolejno rekordami Polski.
Na Igrzyskach Olimpijskich w Atlancie (1996) był chorążym polskiej reprezentacji. Wystartował w dwóch konkurencjach. Na 100 m stylem motylkowym zakwalifikował się do finału z piątym czasem (53,41), w finale zajął również piąte miejsce z czasem 53,29 (był to nowy rekord Polski). W sztafecie 4 × 100 m stylem zmiennym zakwalifikował się do finału z szóstym wynikiem (3:41,72), a w finale zajął 7. miejsce z czasem 3:41,94 (partnerami byli Mariusz Siembida, Marek Krawczyk i Bartosz Kizierowski)

### Mistrzostwa świata
Na mistrzostwach świata na długim basenie w 1991: na 100 m stylem motylkowym zakwalifikował się z czasem 54,82 do finału B, w którym zajął 6. miejsce z czasem 54.91, na 200 m stylem motylkowym odpadł w eliminacjach z czasem 2:03.33 (19. miejsce). Na mistrzostwach świata na długim basenie w 1994 wygrał eliminacje wyścigu na 100 m stylem motylkowym (53.72), a następnie zwyciężył w finale, z czasem 53.51, w wyścigu na 200 m stylem motylkowym odpadł w eliminacjach z czasem 2:02.78 (19. miejsce)
Na mistrzostwach świata na krótkim basenie w 1993 wywalczył brązowy medal w wyścigu na 100 m stylem motylkowym, z czasem 52.94, a na 200 m stylem motylkowym był 5. z czasem 1:57.02. Na mistrzostwach świata na krótkim basenie w 1995 zajął 5. miejsce na 100 m stylem motylkowym, z czasem 53.55.

### Mistrzostwa Europy
Na mistrzostwach Europy na długim basenie wywalczył złote medale na 100 m stylem motylkowym w 1989, z czasem 54,47 i 1993 z czasem 53:41 oraz srebrne medale na 200 m stylem motylkowym w 1989, z czasem 2:00.62 (był to nowy rekord Polski) i 1991, z czasem 2:01.01 i brązowy medal na 100 m stylem motylkowym w 1995, z czasem 53.45. Ponadto w 1991 zajął 4. miejsce w wyścigu na 100 m stylem motylkowym z wynikiem 54.35 (był to nowy rekord Polski) i 4 m. w sztafecie 4 x 200 m stylem dowolnym, w 1993 4. miejsce w wyścigu na 200 m stylem motylkowym, z czasem 2:00.65, w 1995 4. miejsce w sztafecie 4 x 100m stylem zmiennym.

### Mistrzostwa Europy juniorów
W 1987 wywalczył złoty medal w wyścigu na 100 m stylem motylkowym na mistrzostwach Europy juniorów.

### Mistrzostwa Polski
Na mistrzostwach Polski na długim basenie zdobył łącznie 25 medali, w tym 13 złotych, z czego 12 złotych indywidualnie i jeden złoty w sztafecie)
- 50 m stylem motylkowym: 2 m. (1987), 1 m. (1989), 1 m. (1990), 2 m. (1991), 1 m. (1994), 1 m. (1995), 2 m. (1996)
- 100 m stylem motylkowym: 1 m. (1987), 1 m. (1989), 1 m. (1990), 1 m. (1991), 1 m. (1993), 1 m. (1994), 1 m. (1995). 1 m. (1996)
- 200 m stylem motylkowym: 3 m. (1989), 2 m. (1991)
- 50 m stylem dowolnym: 3 m. (1990), 2 m. (1991), 2 m. (1995), 2 m. (1996)
- 100 m stylem dowolnym: 2 m. (1993), 3 m. (1994), 2 m. (1995)
- 4 x 200 m stylem dowolnym: 1 m. (1995)

Na mistrzostwach Polski na krótkim basenie zdobył pięć tytułów mistrza Polski.
- 50 m stylem dowolnym (1991)
- 50 m stylem motylkowym (1991)
- 100 m stylem motylkowym (1989, 1991)
- 200 m stylem motylkowym (1989)
- 1500 m stylem dowolnym (1987)

### Mistrzostwa Stanów Zjednoczonych
Na akademickich mistrzostwach USA (NCAA) zdobył 2 złote medale: 200 y stylem motylkowym (1992), 100 y stylem motylkowym (1994).

### Uniwersjada
Na Letniej Uniwersjadzie w 1993 zdobył brązowy medal w sztafecie 4 x 100 m stylem zmiennym, z czasem 3:25,94 (partnerami byli Krzysztof Cwalina, Artur Przywara i Artur Wojdat).

### Rekordy Polski
Na basenie 50-metrowym pobił rekord Polski 27 razy, w tym 6 x na 50 m stylem motylkowym, 9 x na 100 m stylem motylkowym, 4 x na 200 m stylem motylkowym, 2 x sztafeta 4 x 100 m stylem dowolnym, 5 x sztafeta 4 x 100 m stylem zmiennym, 1 x sztafeta 4 x 200 m stylem dowolnym. Jego rekord Polski na 100 m stylem motylkowym: 53.29, osiągnięty 24 lipca 1996 został pobity dopiero w 2008 przez Pawła Korzeniowskiego.
Na basenie 25-metrowym pobił rekord Polski 17 razy, w tym 1 x na stylem dowolnym, 3 x na 100 m stylem dowolnym, 6 x 200 m stylem dowolnym, 5 x 400 m stylem dowolnym, 1 x 800 stylem dowolnym, 1 x 1500 stylem dowolnym.

### Wyróżnienia
W Plebiscycie „Przeglądu Sportowego” na najlepszego sportowca roku czterokrotnie znalazł się w pierwszej dziesiątce (1989 - 6 m., 1992 - 3 m., 1993 - 6 m., 1994 - 2 m.).

### Rekordy życiowe
- Basen 25 m[2]
  - 50 m stylem motylkowym - 25,29(31.03.1995)
  - 100 m stylem motylkowym - 52,94 (2.12.1993)
  - 200 m stylem motylkowym - 1:57,02 (4.12.1993)
- Basen 50 m[2]
  - 50 m stylem dowolnym - 23,88 (4.08.1996)
  - 100 m stylem dowolnym - 51,16 (24.08.1995)
  - 50 m stylem motylkowym - 24,78 (24.07.1996)
  - 100 m stylem motylkowym - 53,29 (28.07.1996)
  - 200 m stylem motylkowym - 1.58,89 (30.07.1992)